# 西风航空280号班机空难
西风航空280号班机空难发生于2017年12月13日，失事飞机是一架注册编号为C-GWEA的ATR 42-320型支线客机，事发时正在执行从加拿大丰迪拉克机场飞往斯托尼拉皮兹机场的西风航空280号航班。飞机在起飞后不久撞地坠毁，机上25人全部生还，但是一名乘客在坠机数周后死亡。

## 失事飞机
失事飞机是一架注册编号为C-GWEA的ATR 42-320型支线客机，装备有两具加拿大普惠公司生产的PW121型发动机。该机于1991年首飞，最初服务于墨西哥西北航空，其后辗转服务于赞比亚航空、联合国、540航空等多个组织或公司，2012年加入西风航空机队，失事时机龄已有26.8年。该型飞机曾因机翼积冰丧失升力，引发了包括美鹰航空4184号班机空难在内的多次空难，但有航空专家指出，相关问题已藉由飞行员的操作流程和飞机设备的改进解决。

## 经过

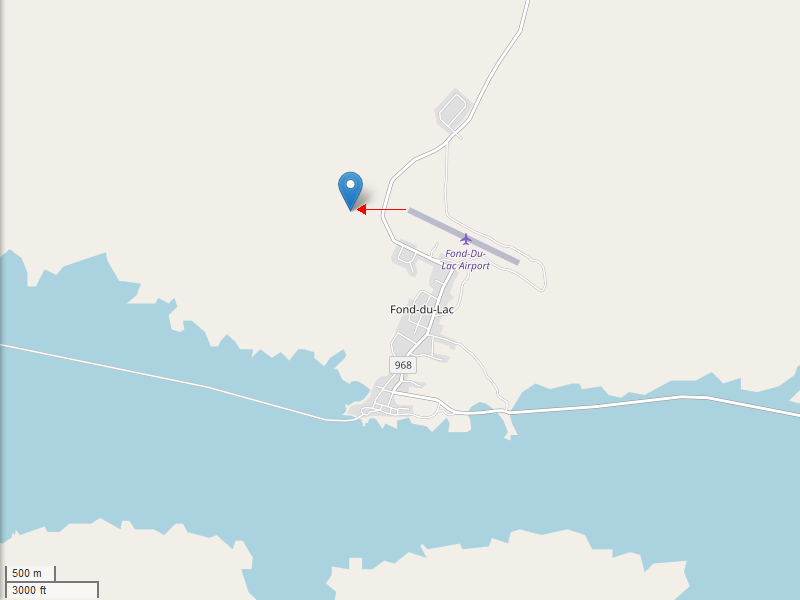
西风航空280号班机坠毁地点

空难发生于2017年12月13日。据天气预报，当晚天气多云，最低气温零下19摄氏度。当地时间下午6:15，飞机从丰迪拉克机场起飞，但是很快在初始爬升阶段尚未完成时损失了高度，导致飞机在距离跑道600米处撞击地面坠毁。飞机撞击时在地面的树林上留下了长达800英尺（240）的摩擦痕迹，最终以向右倾斜的姿态停止，机身最严重的损伤位于机身左侧，从第3排座位处发生了断裂。飞机撞击地面时没有发生爆炸或起火，最初的救援工作由当地居民展开，而当中有居民指出发现该飞机燃油泄漏。
失事地点距离机场不远，几名当地居民听闻乘客的尖叫声确定了飞机的位置，并积极救出困在座椅中的乘客。亦有未受伤的乘客在挣扎逃生，其中四名乘客耗费了半小时才能打开紧急出口，另有其他乘客自行离开机舱以引导救援人员赶往失事地点。多人通过Facebook呼叫当地社区前来支援，10至20分钟后有人携带毯子等救生用品来到现场。数小时内，所有乘客已成功获救，随后由皇家加拿大骑警负责接管事故现场。
机上共有25人，包括22名乘客、2名飞行员和1名空中乘务员。无人在空难中丧生，但6名乘客和1名机组人员受重伤，其中至少有5人需透过空中救难送往医院救治，另外18人受轻伤。19岁的Arson Fern Jr.于2017年12月25日因伤势过重死亡。

## 调查
加拿大运输安全委员会已展开调查，法国航空事故调查处、ATR（飞机制造商）、加拿大普惠公司（发动机制造商）、加拿大交通部也派出代表前往现场。该失事飞机的飞行记录仪已被寻获并送往位于渥太华的实验室进行分析。西风航空旗下的ATR 42型飞机暂时停飞。
墜機一年後，在加拿大運安會所做的初步調查中，結冰可能是導致墜機的主要原因。282號班機離境的豐迪拉克機場並未配備足夠的除冰設備。運安會也針對除冰的習慣進行統計，至少有40%的飛行員很少或從未在偏遠機場為飛機除冰。基於這些調查結果，加拿大運輸部向其提出了在加拿大偏遠機場改善除冰程序的建議。其後，調查人員排除了引擎故障可能是導致墜機的原因。最終運安會的報告將墜機原因歸咎於結冰。